# 苏再·塔马西
苏再·塔马西（？—），老挝政治人物。

## 生平
苏再·塔马西曾经担任老挝内政部副部长。2002年4月9日，老挝新一届政府组成，苏再·塔马西任公安部部长。2005年2月17日，苏再·塔马西以健康原因而退休。通班·显阿蓬接任公安部部长。